# Mirosław Bork
Mirosław Roman Bork (ur. 22 grudnia 1956 w Wejherowie) – polski reżyser, scenarzysta i producent filmowy.

## Życiorys
W 1980 roku ukończył filologię polską na Uniwersytecie Gdańskim, w 1984 reżyserię telewizyjną i filmową na Wydziale Radia i Telewizji Uniwersytetu Śląskiego. W latach 1994–1999 był dyrektorem Telewizyjnej Agencji Produkcji Teatralnej i Filmowej w TVP S.A. W latach 1997–2000 wiceprezes Stowarzyszenia Filmowców Polskich, Członek Zarządu KIPA. W latach 2006–2010 Dyrektor Artystyczny Festiwalu Polskich Filmów Fabularnych w Gdyni. Członek Polskiej Akademii Filmowej.
26 października 2009 z rąk Ministra Kultury i Dziedzictwa Narodowego Bogdana Zdrojewskiego odebrał Srebrny Medal „Zasłużony Kulturze Gloria Artis”, a 17 czerwca 2013 z rąk prezydenta RP Bronisława Komorowskiego Krzyż Kawalerski Orderu Odrodzenia Polski.

## Filmografia

### Filmy fabularne
- Daleki dystans (1985) – scenariusz i reżyseria
- Konsul (1989) – scenariusz i reżyseria
- Cudze szczęście (1998) – scenariusz i reżyseria (koprodukcja MDR – TVP)
- Dwie miłości (2001) – reżyseria, producent (koprodukcja MDR – TVP)

### Filmy dokumentalne
- Smród (1987) – scenariusz i reżyseria
- Pomiędzy narodami (1999) – scenariusz i reżyseria (koprodukcja ZDF – TVP)
- Złoto carów (2000) – reżyseria
- Okruchy pamięci (2009) – producent
- Niepodległość (2018) – scenariusz
- Wojna światów (2020) – reżyseria

### Seriale
- Duża przerwa (2000), 16 odcinków – współscenarzysta i reżyser, producent
- Pensjonat pod Różą (2004–2006), 112 odcinków – współscenarzysta i reżyser, producent
- Plebania (2000–2012), 1829 odcinków – współautor pomysłu i współproducent
- Historia kuchni polskiej (2024)

## Reżyseria teatralna
W latach 1987–2005 reżyserował w różnych teatrach w Polsce oraz dla Teatru Telewizji sztuki Williama Szekspira, Friedricha Durrenmatta, Woody'ego Allena, Akosa Kertesza, Markusa Kobeli, Aleksandra Fredry, Władysława Terleckiego.

## Producent
Jest producentem kilkudziesięciu seriali dokumentalnych i programów telewizyjnych, między innymi: Centrum nadziei, Szpital Dzieciątka Jezus, Modelki, Gorzka miłość, Mieszkać z wyobraźnią, Mieszkać w Europie, Smaki czasu z Karolem Okrasą, SOS dla czterech łap.

## Nagrody
- Smród (1987) – Grand Prix V Festiwalu „Młode Kino Polskie 1988”
- Konsul (1989) – Srebrna Muszla dla najlepszego reżysera na 37 Międzynarodowym Festiwalu Filmowym w San Sebastián 1989, Nagroda Szefa Kinematografii za najlepszy debiut 1989
- Cudze szczęście (1998) – Nagroda UNDA na Festiwalu w Monte Carlo 1999
- Nagroda Mediów Publicznych w kategorii Obraz (2020)